# شاهيد كابور
شاهيد كابور (بالهندية: शाहिद कपूर)‏ (بالإنجليزية: Shahid Kapoor)‏ (ولد في 25 فبراير 1981) هو ممثل هندي، بدأ حياته المهنية من خلال العمل في أشرطة الفيديو الموسيقية والإعلانات، كانت بدايته في بوليوود بفيلم الحب الرومانسي وحصل على جائزة فيلم فير لأفضل ذكر لأول مرة عن أدائه. ثم فداء والقمة وكان أول نجاح تجاري رئيسي له مع سوراج براجاتيا في فيلم رحلة من الخطبة إلى الزواج. حصل على ترشيحات لجائزة فيلم فير لأفضل ممثل عن أدائه في عندما التقينا والأوغاد. وقد تابع نجاحه بأدواره في سلسلة من الأفلام الناجحة تجاريًا قبل أن يتألق في أر... راجكومار.

## حياته الشخصية

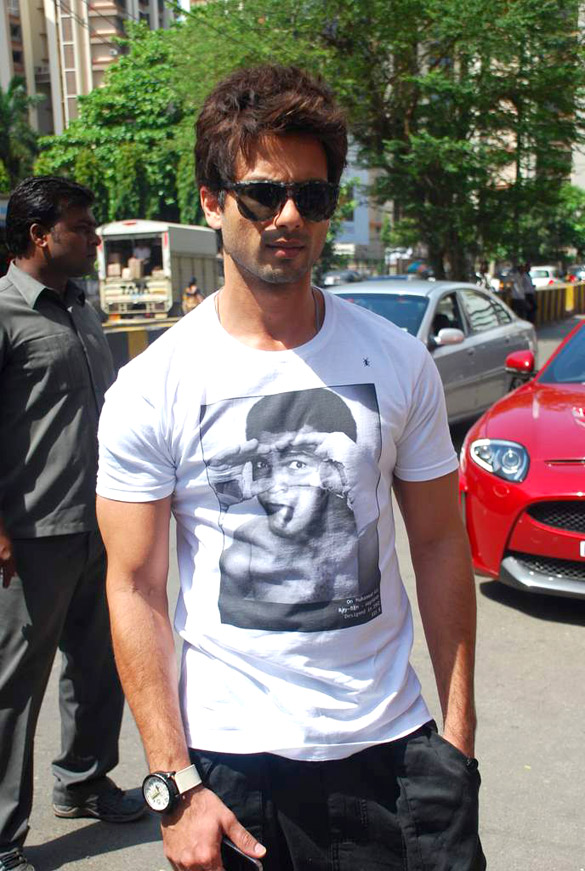
شاهيد كابور خلال تصوير فيلم قصتنا
الصورة صورت عام 2012

ولد شاهيد كابور في 25 فبراير 1981 ابن بانكاج كابور والممثلة والراقصة الكلاسيكية نيليما عظيم. انفصل والداه في صغره. يعيش شاهيد كابور مع والدته وأخته سانا وأخيه إشان خاتار في دلهي. علاقته جيدة مع والده بانكاج كابور وزوجته سوبرايا باثاك.
درس شاهيد كابور في طفولته في مدرسة جيان بهاراتي في دلهي حتى الصف الرابع، حيث انتقل إلى مدرسة راجهانس فيديالا في مومباي. لدى شاهيد كابور ثلاثة أشقاء: أخت واحدة اسمها سانا كابور وأخوان اسمهما إشان ختار وروهان كابور. ظهر إشان خاتار معه في فيلم نجاح باهر وهذا ما ينبغي أن تكون عليه !الحياة!. يُدعى جد كابور أنور عظيم، وهو مخرج وكاتب السيناريو وروائي وصحفي، وله كتاب «الماركسية»، وهو يعيش في ولاية بيهار.

## السيرة الفنية

### البداية الفنية حتى عام 2005
قبل أن يبدأ التمثيل، عمل شاهيد كابور في العديد من أشرطة الفيديو الموسيقية والإعلانات، منها إعلانه لبيبسي مع شاه روخ خان وكاجول وراني موكيرجي وأغانيه في فيلم شيء ما حدث والفيديو الموسيقي «أمام عينيك». كان قد انضم إلى معهد دافار شيماك للفنون المسرحية (SDIPA) في عام 1995، حيث ظهر في فيلم تال للمخرج سوبهاش غاي عام 1999 راقصًا للخلفية في أغنية «كاهين آج لاج لاج جاوي» مع الممثلة آيشواريا راي. واختار الخروج من الأكاديمية في عام 2001، وتوقف أيضا عن الظهور في الإعلانات وأشرطة الفيديو الموسيقية في هذا الوقت، حتى يتمكن من التركيز على صنع أول ظهور له في بوليوود.
في عام 2003، لعب شاهيد كابور دور راجيف ماثور، وهو شاب ألهم المخرج كين غوش في قصة حب الحب الرومانسي، والذي يُعد أول أدواره البارزة. ظهر فيه مع الممثلة أمريتا راو بدور شهناز تريسلوالا، وقد لاقى الفيلم قبولًا من الجماهير، وحصل شاهيد كابور عن أدائه في الفيلم على جائزة فيلم فير لأفضل ذكر لأول مرة. كتب الناقد السينمائي تاران أدارش من indiaFM: «لدى شاهيد كابور كل الصفات ليصل إلى درجة أعلى؛ فهو لا يبدو جيدًا، بل إن أداءه مذهل في تجسيد لحظات الشاب الدرامية والعاطفية في الفيلم، وهو راقص استثنائي كذلك. كل ما يحتاج إلى القيام به هو انتقاء واختيار أدواره المقبلة بعناية».
في العام التالي، شارك شاهيد كابور مع المخرج كين غوش مرة أخرى في فيلم فداء، حيث شارك معه كارينا كابور وفاردين خان. أخفق الفيلم في تحقيق نتائج جيدة في شباك التذاكر، ولكن وُصف أداء شاهيد كابور في الفيلم بالامتياز. ثم ظهر في الفيلم الرومانسي الكوميدي القلب يريد المزيد مع الممثلة سهى علي خان بدور توليب جوشي، وعائشة تاكيا. كان الفيلم ناجحأ، وقد كتب موقع Rediff.com أن شاهيد كابور يميل إلى تقليد شاه روخان، وأنه يفعل ذلك بشكل جيد في بعض المشاهد، ولكنه يبالغ في غيرها.
بحلول عام 2005 مثل شاهيد كابور ثلاثة أفلام، ولكن النجاح لم يكن حليفه فيها. ومع ذلك، لقي أدائه بدور جاديف فاردهان، وهو الرجل الذي غرق في عالم المال والجشع في فيلم القمة استحسان النقاد، وترشح شاهيد كابور عن هذا الدور لجائزة نجم الشاشة لأفضل ممثل لأول مرة له. وفقا ل IndiaFM، شاهيد كابور يتقدم في كل فيلم، منافسًا الممثل أجاي في معظم أدواره تقريبًا.

### 2006 إلى 2009

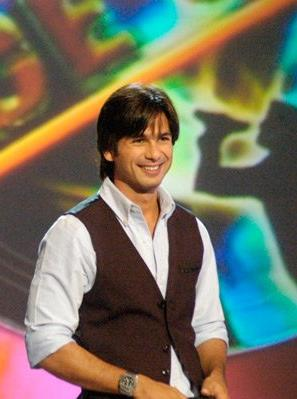
شاهيد كابور في تصوير فيلم الحظ والتواصل
الصورة صورت عام 2008

في عام 2006، تألق شاهيد كابور في 36 شارع الصين. تدور القصة حول سبعة أشخاص يُتهمون بجريمة قتل، الفيلم نجح نجاحاً معتدلًا رغم تلقيه انتقادات غير جيدة من النقاد. بعد وقت قصير من عرض الفيلم، الفيلم الثاني من العام، وهو الفيلم الكوميدي بهدوء، بهدوء، الفيلم نجح نجاحاً معتدلأ في شباك التذاكر.
آخر فيلم من العام 2006 الفيلم الرومانسي الدرامي رحلة من الخطبة إلى الزواج، وهو فيلم يصور قصة رفيقين في طريقهما إلى الزواج. شارك في الفيلم مع الممثلة أمريتا راو، لقي الفيلم إعجاب معظم النقاد، وأصبح الفيلم واحدًا من أنجح أفلام السنة، وكذلك أكبر نجاح تجاري لشاهيد كابور حتى الآن. ترشح شاهيد كابور عن أدائه لأفضل ممثل في حفل توزيع جوائز نجم الشاشة للمرة الثانية على التوالي. كتب تاران أدارش: «شاهيد كابور لم يسبق له مثيل. لقد لمع في الحب الرومانسي وكذلك في فداء، وكنت قد ذهبت لمشاهدة فيلم رحلة من الخطبة إلى الزواج لتقييم نموه الهائل في التمثيل. وهو استثنائي في الأدوار العاطفية».
خلال صيف عام 2006، ذهب شاهيد كابور في أول رحلاته العالمية لحضور حفلة روكستر الموسيقية، مرافقًا سلمان خان وكارينا كابور وجون أبراهام وإيشا ديول وماليكا شيرويت وزايد خان. في عام 2007، ظهر شاهيد كابور في فيلمين. أولهما الخداع والنهاية. تلقى الفيلم ملاحظات سلبية وأخفق في تحقيق نتائج جيدة في شباك التذاكر ولم يلقى أداء شاهيد كابور في الفيلم اعجاب النقاد.
والفيلم الثاني من العام هو فيلم الكوميديا والرومانسية عندما التقينا، مع كارينا كابور، أصبح واحدًا من أفضل أفلام السنة. يحكي الفيلم قصة شخصين ذَوَي شخصيتين مختلفتين كل الاختلاف يلتقيان في قطار ويقعان في الحب. مثل شاهيد كابور دور أديتيا كاشياب، وهو صاحب مصنع شاب مكتئب ينتابه القلق واليأس. لاقى الفيلم قبول النقاد، وترشح شاهيد كابور عن أدائه أكثر من مرة لجائزة أفضل ممثل في عدد من حفلات تسليم الجوائز، بما في ذلك فيلم فير. ظهر شاهيد كابور بعد ذلك في فيلم الحظ والتواصل للمخرج عزيز ميرزا مع فيديا بالان. وقد لقي الفيلم نجاحًا عند عرضه في شباك التذاكر.
في عام 2009، ظهر للمرة الأولى شاهيد كابور في فيلم الاوغاد مع الممثلة بريانكا تشوبرا. نجح الفيلم نجاحأ باهرأ ظهر شاهيد كابور بدورين التوائم تشارلي وجودو. راجيف ماسند من CNN - IBN كتب، " شاهيد كابور يرتفع إلى التحدي المتمثل في خلق شخصيتين مختلفة تماما من تشارلي وجودو، ويسلم أداء موثوق بها لكل منهما. وقال انه يعطي دليلا على قدراته التي تزداد بأستمرار " راجا سين من Rediff.com قال أن أداء شاهيد كابور بفوزه بجائزة أفضل ممثل لعا 2009، وكتب ان" شاهيد كابور يلعب أدوار بدقة - تشارلي هو الخيار الشجاع ل الراوي -. بقناعة صلبة، مما يجعل الشقيق التوأم للتصديق انه أداء أستثنائي، والشاب يستحق أفضل تصفيق وينسب الفيلم مع تحول شاهيد كابور إلى نجم وإظهار قدرته على تحمل الأدوار الصعبة.
الفيلم الثاني من العام الفيلم الكوميدي والرومانسي للمخرج أنوراغ سينغ القلب يقول اهلأ، جنبأ إلى جنب راني موكيرجي. ومع ذلك، تلقى الفيلم استجابة متوسطة في شباك التذاكر ومع النقاد.

### 2010 إلى 2013

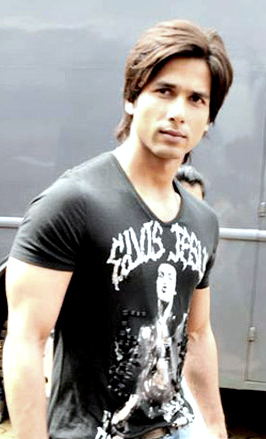
شاهيد كابور قبل بداية تصوير الموسم
الصورة صورت عام 2011

في عام 2010، ظهر شاهيد كابور في فيلم فرصة رقص مع الممثلة جينليا ديسوزا، قصة الفيلم تدور حول شخص يريد أن يصبح ممثل ويظهر لنا الفيلم صعوبة دخول عالم السينما. على الرغم من أن الفيلم تلقى ردود فعل جيدة من النقاد الفيلم لم ينجح تجاريأ، اما أداء شاهيد كابور كان جيدا. ثم لعب دور البطولة في مدرسة بدور راهول براكاش جنبا إلى جنب مع عائشة تاكيا ونانا بيتكار. ثم تبع ذلك فيلم الشركة الإنتاجية ياش راج فيلمز شركة النصابين التي تدور قصته حول أربعة اشخاص يفتحون شركة احتيال، الفيلم نجح نجاحأ معتدلأ في شباك التذاكر. علاوة على ذلك، أدائه باعتباره محتال في الفيلم لأقى استقبالأ حسنأ. وأما آخر فيلم من العام كان الفيلم الكوميدي والرومانسي من إخراج ساتيش كوشيك سنجتمع سنلتقي مع الممثلة كارينا كابور. تأخر الإنتاج منذ عام 2005، فشل الفيلم في شباك التذاكر، وتلقى ملاحظات سلبية من النقاد. وخلال إنتاج الفيلم في عام 2004، كان شاهيد كابور في تايلاند يوم 24 ديسمبر كانون الأول. طلب شاهيد كابور تأخير في إطلاق الفيلم في ذلك الوقت حتى يتمكن من حضور العرض الأول ل فيلمه القلب يريد المزيد. تأخر بعدها إطلاق الفيلم 6 سنوات.
في عام 2011، مثل شاهيد كابور مع الممثلة سونام كابور في الموسم، وهو فيلم من اخرج والده بانكاج كابور. تلقى الفيلم ردود فعل جيدة من النقاد، وكذلك تلقى أداء شاهيد احسان من الجمهور والنقاد. الناقد تاران أدارش كتب، «شاهيد كابور اخرج كل قدراته ل هذا الدور، ولن اكون خاطئأ أن أذكر أن شاهيد كابور يتفوق عل أداءه السابق، بما في ذلك أفضل من الاوغاد.» 

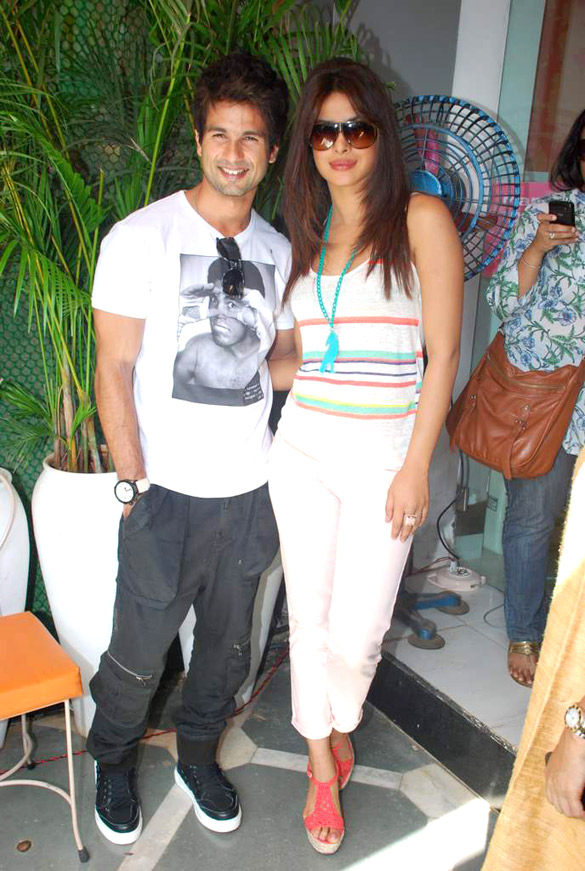
شاهيد كابور مع بريانكا تشوبرا خلال تصوير فيلم قصتنا
الصورة صورت عام 2012

في حزيران 2012، ظهر شاهيد كابور بدور كونال كولي في قصتنا مع الممثلة بريانكا تشوبرا. الفيلم تلقى ردود فعل جيدة ونجاح متوسط في شباك التذاكر، وأداء شاهيد كابور كان جيدأ. أعطى تاران أدارش بوليوود جسد الثقافة ل أداء شاهيد كابور قائلا: «ليس هناك الكثير من الممثلون القادرون على الحصول على فرصة لتصوير ثلاثة أدوار متنوعة في فيلم واحد، ولكن شاهيد كابور مثله بأمتياز، من لعب دور الموسيقي في بوليوود والحب في البنجاب إلى الشاب والعصري في المملكة المتحدة، شاهيد كابور يقوم بعمل استثنائي. ومن بين الشخصيات الثلاث، تأخذ بصفته جاويد ومن المؤكد فوزه بجوائز». مادهور موخرجي من تايمز أوف إنديا كما قدم استعراضا إيجابية، وقال: «شاهيد كابور هو مثل سهاير باندام جاوير. انه يستخدم سحره الصبياني بشكل فعال، والرقص مثل الريح (في أف وهومس بيار كارلي تو)، والفوز بشيطنه النساء في شخصية جانام. يغوي شاهيد كابور الجمهور بأسلوبه، مما أثار الحياة في هذا فيلم قصتنا».
في تموز عام 2013، شاهيد كابور وشاه روخان استضافا حفل توزيع جوائز IIFA 14 في ماكاو. أول فيلم لشاهيد كابور في عام 2013 كان من إخراج راجكومار سانتوشي فيلم الكوميديا الأن يصل البطل مع الممثلة إليانا دي كروز. الفيلم تلقى ردود فعل جيدة من النقاد، وأثبت بقائه في شباك التذاكر.
الفيلم الثاني لعام 2013 كان من إخراج برابو ديفا في أر... راجكومار، مع الممثلة سوناكشي سينها، على الرغم من الأستجابة السيئة من النقاد، نجح الفيلم نجاحأ باهرأ وبعدها أصبح الفيلم من انجح افلام العام.

### 2014 إلى الآن
ابتداءً من أكتوبر عام 2013، وقع شاهيد كابور على أن يظهر مع المخرج فيشال بهاردواج في فيلم المأساة وليام شكسبير هاملت، بعنوان حيدر انتهى تصوير الفيلم في أبريل 2014، مع شرادا كابور وتابي وكاي كاي مينون. حلق شاهيد كابور رأسه في الفيلم، واغلب الكلام في الفيلم سيكون بأللغة الكشميرية. وقَّع شاهيد كابور عقدًا ليظهر بدور الخصم المؤرق مع عاليا بهات في فيلم فيكاس باهل حامل عنوان شاندار، الذي وصفته جريدة التايمز الهنديَّة «فيلم الزفاف الهندي المقصود الأوَّل». كما أنَّه التزم بالظُهور بدور أحد الأشقياء في فيلم الجريمة التشويقي من إخراج راج نديمورو وكريشنا د. ك، وفيلم أبيشك شاوبي القادم غير المُعنون بعد.

## أفلامه

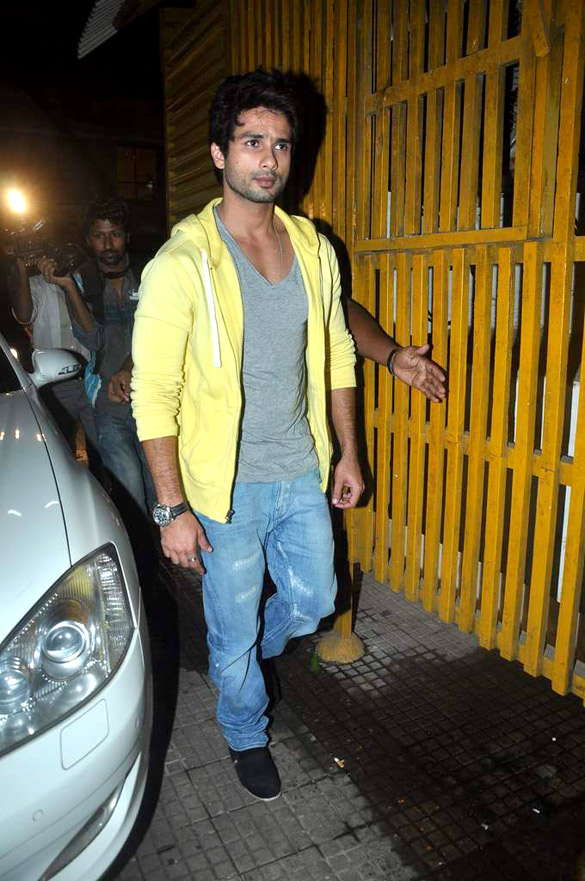
شاهيد كابور خلال عرض فيلم قصتنا في صالات السينما
الصورة صورت عام 2012

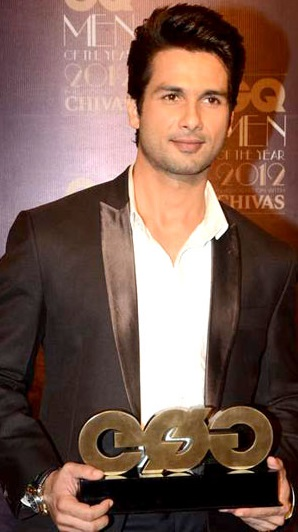
شاهيد كابور يتسلم جائزة رجل السنة
الصورة صورت عام 2012

| علامة الخنجرية | Denotes films that have not yet been released |

| Title                     | Year | Role                   | Director(s)           | Notes                                                                   | Ref(s)        |
| ------------------------- | ---- | ---------------------- | --------------------- | ----------------------------------------------------------------------- | ------------- |
| جنون الحب                 | 1997 | Dancer                 | Yash Chopra           | Uncredited                                                              | [ 48 ]        |
| Taal                      | 1999 | Dancer                 | Subhash Ghai          | Uncredited                                                              | [ 48 ]        |
| إشك فيشك                  | 2003 | Rajiv Mathur           | Ken Ghosh             | Filmfare Award for Best Male Debut                                      | [ 49 ]        |
| فداء                      | 2004 | Jai Malhotra           | Ken Ghosh             |                                                                         | [ 50 ]        |
| القلب يريد المزيد         | 2004 | Nikhil Mathur          | Anant Mahadevan       |                                                                         | [ 51 ]        |
| عشاق جن جنونهم            | 2005 | Karan                  | Vikram Bhatt          |                                                                         | [ 52 ]        |
| Vaah! Life Ho Toh Aisi!   | 2005 | Aditya                 | Mahesh Manjrekar      |                                                                         | [ 53 ]        |
| القمة                     | 2005 | Jaidev "Jai" Vardhan   | John Matthew Matthan  |                                                                         | [ 54 ]        |
| 36 شارع الصين             | 2006 | Raj Malhotra           | Abbas–Mustan          |                                                                         | [ 55 ]        |
| تشب تشب كه                | 2006 | Jeetu Prasad Sharma    | بريادارشان ‏           |                                                                         | [ 56 ]        |
| رحلة من الخطبة إلى الزواج | 2006 | Prem                   | Sooraj Barjatya       |                                                                         |               |
| Fool & Final              | 2007 | Raja                   | Ahmed Khan            |                                                                         | [ 57 ]        |
| Kya Love Story Hai        | 2007 | Himself                | Lovely Singh          | Special appearance                                                      |               |
| عندما التقينا             | 2007 | Aditya Kashyap         | Imtiaz Ali            | Nominated—جائزة فيلم فير لأفضل ممثل                                     | [ 49 ] [ 58 ] |
| الحظ والتواصل             | 2008 | Raj Malhotra           | Aziz Mirza            |                                                                         |               |
| الأوغاد                   | 2009 | Charlie / Guddu        | Vishal Bhardwaj       | Nominated—Filmfare Award for Best Actor                                 | [ 49 ] [ 59 ] |
| Dil Bole Hadippa!         | 2009 | Rohan Singh            | Anurag Singh          |                                                                         | [ 60 ]        |
| فرصة رقص                  | 2010 | Sameer Behl            | Ken Ghosh             |                                                                         | [ 61 ]        |
| مدرسة                     | 2010 | Rahul Prakash Udyavar  | Milind Ukey           |                                                                         | [ 62 ]        |
| شركة النصابين             | 2010 | Karan                  | Parmeet Sethi         |                                                                         | [ 63 ]        |
| سنجتمع سنلتقي             | 2010 | Amit (Immy)            | Satish Kaushik        |                                                                         | [ 64 ]        |
| الموسم                    | 2011 | Harinder Singh (Harry) | Pankaj Kapur          |                                                                         | [ 65 ]        |
| تيري ميري كاهاني          | 2012 | Jawed / Govind / Krish | Kunal Kohli           |                                                                         | [ 66 ]        |
| اسلكي مومباي              | 2013 | Himself                | Multiple              | Cameo appearance in song "Apna Bombay Talkies"                          | [ 68 ]        |
| باتا بوستر نيكلا هيرو     | 2013 | Vishwas Rao            | Rajkumar Santoshi     |                                                                         | [ 69 ]        |
| أر... راجكومار            | 2013 | Romeo Rajkumar         | برابهو ديفا           |                                                                         | [ 70 ]        |
| حيدر                      | 2014 | Haider Meer            | Vishal Bhardwaj       | Filmfare Award for Best Actor                                           | [ 71 ] [ 72 ] |
| أكشن جاكسون               | 2014 | Himself                | برابهو ديفا           | Special appearance in song "Punjabi Mast"                               | [ 73 ]        |
| شاندار                    | 2015 | Jagjinder Joginder     | Vikas Bahl            |                                                                         | [ 74 ]        |
| أودتا بونجاب ‏             | 2016 | Tommy Singh            | Abhishek Chaubey      | جائزة نقاد فيلم فير لأفضل ممثل ‏ Nominated—Filmfare Award for Best Actor | [ 75 ] [ 76 ] |
| Rangoon                   | 2017 | Nawab Malik            | Vishal Bhardwaj       |                                                                         | [ 77 ]        |
| بادمافاتي                 | 2018 | Rawal Ratan Singh ‏     | Sanjay Leela Bhansali |                                                                         | [ 78 ]        |
| Welcome to New York ‏      | 2018 | Himself                | Chakri Toleti         | Cameo appearance                                                        | [ 79 ]        |
| Batti Gul Meter Chalu     | 2018 | Sushil Kumar Pant      | Shree Narayan Singh   |                                                                         | [ 80 ]        |
| Kabir Singh               | 2019 | Kabir Rajdheer Singh   | Sandeep Vanga         |                                                                         | [ 81 ]        |

## الجوائز والترشيحات
حصل شاهيد كابور على 20 جائزة وترشح لـ 23.

### جوائز فيلم فير
| لسنة | الجائزة                            | الفيلم         | النتيجة |
| ---- | ---------------------------------- | -------------- | ------- |
| 2004 | جائزة فيلم فير كأفضل ممثل لاول مرة | الحب الرومانسي | فوز     |
| 2008 | جائزة فيلم فير كأفضل ممثل          | عندما التقينا  | رُشِّح     |
| 2010 | جائزة فيلم فير كأفضل ممثل          | الاوغاد        | رُشِّح     |

### جوائز الشاشة (الهند)
| السنة | الجائزة                                                          | الفيلم                    | النتيجة |
| ----- | ---------------------------------------------------------------- | ------------------------- | ------- |
| 2004  | جائزة نجمة الشاشة للوافد الجديد للذكر                            | الحب الرومانسي            | فوز     |
| 2010  | جائزة نجمة الشاشة لأفضل ممثل شعبية                               | الاوغاد                   | فوز     |
| 2005  | جائزة جودي نجم الشاشة رقم 1 (جنباً إلى جنب مع كارينا كابور)       | فداء                      | رُشِّح     |
| 2006  | جائزة نجمة الشاشة لأفضل ممثل                                     | القمة                     | رُشِّح     |
| 2007  | جائزة نجمة الشاشة لأفضل ممثل                                     | رحلة من الخطبة إلى الزواج | رُشِّح     |
| 2007  | جائزة جودي نجمة الشاشة رقم واحد (جنباً إلى جنب مع أمريتا راو)     | رحلة من الخطبة إلى الزواج | رُشِّح     |
| 2008  | جائزة نجمة الشاشة لأفضل ممثل                                     | عندما التقينا             | رُشِّح     |
| 2008  | جائزة جودي نجمة الشاشة رقم واحد (جنباً إلى جنب مع كارينا كابور)   | عندما التقينا             | رُشِّح     |
| 2010  | جائزة نجمة الشاشة لأفضل ممثل                                     | الاوغاد                   | رُشِّح     |
| 2010  | جائزة جودي نجمة الشاشة رقم واحد (جنباً إلى جنب مع بريانكا تشوبرا) | الاوغاد                   | رُشِّح     |
| 2010  | جائزة جودي نجمة الشاشة للعقد (جنباً إلى جنب مع كارينا كابور)      | -                         | رُشِّح     |
| 2011  | جائزة نجمة الشاشة لأفضل ممثل شعبية                               | شركة النصابين             | رُشِّح     |
| 2012  | جائزة نجمة الشاشة لأفضل ممثل شعبية                               | الموسم                    | رُشِّح     |
| 2014  | جائزة نجمة الشاشة لأفضل ممثل شعبية                               | أر... راجكومار            | رُشِّح     |

### جوائز زي سينما
| السنة | الجائزة                            | الفيلم         | النتيجة |
| ----- | ---------------------------------- | -------------- | ------- |
| 2004  | جائزة زي سينما كأفضل ممثل لأول مرة | الحب الرومانسي | فوز     |
| 2008  | جائزة زي سينما لأفضل ممثل ذكر      | عندما التقينا  | رُشِّح     |

### جوائز ستاردست
| السنة | الجائزة                                    | الفيلم         | النتيجة |
| ----- | ------------------------------------------ | -------------- | ------- |
| 2004  | جائزة ستاردست كأفضل ذكر للغد               | الحب الرومانسي | فوز     |
| 2008  | جائزة ستاردست كأفضل اختيار ممثل للفيلم ذكر | عندما التقينا  | فوز     |
| 2010  | جائزة ستاردست كأفضل اختيار ممثل للفيلم ذكر | الاوغاد        | فوز     |
| 2008  | جائزة نجمة ستاردست كأفضل ذكر               | عندما التقينا  | رُشِّح     |
| 2010  | جائزة نجمة ستاردست كأفضل ذكر               | الاوغاد        | رُشِّح     |

### جوائز الاوسكار السينمائي الدولي الهندي
| السنة | الجائزة                        | الفيلم         | النتيجة |
| ----- | ------------------------------ | -------------- | ------- |
| 2004  | جائزة IIFA كأفضل ممثل لأول مرة | الحب الرومانسي | فوز     |
| 2008  | جائزة أفضل ممثل IIFA           | عندما التقينا  | رُشِّح     |
| 2010  | جائزة أفضل ممثل IIFA           | الاوغاد        | رُشِّح     |

### جوائز منتجي الأفلام والتلفزيون أبسارا جوائز نقابة
| السنة | الجائزة                                                                       | الفيلم        | النتيجة |
| ----- | ----------------------------------------------------------------------------- | ------------- | ------- |
| 2010  | جوائز منتجي الأفلام والتلفزيون أبسارا جوائز نقابة 'شيفروليه نبضات الأمة (ذكر) | -             | فوز     |
| 2008  | أفضل ممثل                                                                     | عندما التقينا | رُشِّح     |
| 2010  | أفضل ممثل                                                                     | الاوغاد       | رُشِّح     |

### جوائز نجوم الترفيه
| السنة | الجائزة                 | الفيلم         | النتيجة |
| ----- | ----------------------- | -------------- | ------- |
| 2013  | جائزة أكثر ممثل كوميدي  | رامبو راجكومار | رُشِّح     |
| 2013  | جائزة أكثر ممثل كوميدي  | الأن يصل البطل | رُشِّح     |
| 2013  | جائزة أكثر رقصة كوميدية | أر... راجكومار | رُشِّح     |

### جوائز أخرى
| السنة | الجائزة                                                                               | الفيلم                    | النتيجة |
| ----- | ------------------------------------------------------------------------------------- | ------------------------- | ------- |
| 2004  | جائزة سانسوى كأفضل ذكر لأول مرة                                                       | الحب الرومانسي            | فوز     |
| 2005  | جائزة بليستيكس كأوسم ممثل                                                             | -                         | فوز     |
| 2007  | جوائز الرياضة العالمية كأفضل ممثل جنباً إلى جنب مع أمريتا راو                          | رحلة من الخطبة إلى الزواج | فوز     |
| 2008  | جوائز بزليود المركزي الأوروبي السنوي كأفضل زوجين في فيلم جنباً إلى جنب مع كارينا كابور | عندما التقينا             | فوز     |
| 2009  | جائزة أوسم نباتي في آسيا                                                              | -                         | فوز     |
| 2009  | جوائز تكريم إنجازات المعلم الشعب الناجح                                               | -                         | فوز     |
| 2010  | جوائز التلفزيون الهندي كأفضل مغني                                                     | -                         | فوز     |
| 2011  | جوائز متعة وبلا خوف 2011، أفضل ذكر ممثل 2010                                          | -                         | فوز     |
| 2011  | جائزة أكثر ممثل موهوب                                                                 | -                         | فوز     |
| 2012  | جوائز متعة وبلا خوف أكثر ممثل مرغوب                                                   | -                         | فوز     |
| 2012  | جائزة جي كيو أفضل رجل                                                                 | -                         | فوز     |

### جوائز مرتبة الشرف
- جائزة راجيف غاندي (2009 م).[94]